# Joaquín Ignacio Mencos
Joaquín Ignacio Mencos y Manso de Zúñiga (Pamplona, 6 de agosto de 1799-Madrid, 20 de enero de 1882) fue un político y escritor español.

## Biografía
Hijo de Joaquín María Mencos y Eslava y de Manuela Manso de Zúñiga y Aréizaga, fue el VIII conde de Guenduláin, VII conde del Fresno de la Fuente, IV marqués de la Real Defensa, grande de España, XI barón de Bigüezal y hermano de Manuel, que se convertiría en el I Marqués del Amparo al proteger a la hija de Isabel II, Isabel de Borbón y Borbón en el atentado del Cura Merino del 2 de febrero del mismo año en la basílica de Atocha.
Nació en el Palacio de los Redín, en la calle Mayor de Pamplona, siendo bautizado en la parroquia de San Saturnino. Siendo niño presenció la ocupación de Pamplona por los franceses y la Guerra de la Independencia. 
Sus padres trajeron del exilio a Alberto Lista para que le educara en Pamplona. Posteriormente, en 1821 se marcha a Madrid a continuar sus estudios junto a él, inscribiéndose en el Ateneo madrileño.
En 1817 asistió, por derecho propio, a las Cortes de Navarra, tomando asiento en el brazo militar o de la nobleza. Volvería hacerlo en 1828, a las que serían las últimas Cortes de Navarra.
Fue regidor en el ayuntamiento de Pamplona en 1833. Diputado a Cortes en 1836, 1839 y 1840. Partidario del general Leopoldo O'Donnell, se exilió a Francia para regresar en 1844. Ese mismo año fue alcalde de Pamplona y diputado a Cortes constitucionales «en las que exigió que se respetasen los acuerdos de Vergara en lo referente a Navarra.» Forma parte de la primera Comisión de Monumentos Históricos y Artísticos de Navarra.  
Senador vitalicio en 1849, tres años más tarde sucedió a su padre en todos sus títulos nobiliarios. Ministro de Fomento desde el 15 de enero al 30 de junio de 1858. 
En 1852, tras fallecer su padre, heredo sus títulos incluyendo el de Alcaide de los Reales Alcázares de Tafalla y el de Montero Mayor de Navarra. Fue el último Montero del Rey ya que, a su muerte, desapareció el título. 
Fiel a Isabel II, de quien fue uno de sus consejeros, se negó a aceptar la nueva situación derivada de los sucesos revolucionarios de 1868 y se retiró de la vida política, salvo su puesto en el Senado de España. Fue esa lealtad la que sirvió para obtener el 25 de febrero de 1864 la Grandeza de España unida al título de conde de Guenduláin. 
Fue también escritor y poeta aficionado. En 1831, resultó vencedor en un premio de poesía por El cerco de Zamora por el Rey D. Sancho II de Castilla, otorgado por la Real Academia Española. Así mismo era individuo de número de la Real Academia Española: honorario (3 de noviembre de 1836), supernumerario (24 de enero de 1839) y de número (14 de mayo de 1840).
Casó primeramente con Concepción Elío y Leyzaur, el 28 de mayo de 1828, con quien tuvo cuatro hijos y que falleció el 1 de enero de 1843. Viudo volvió a casar el 30 de noviembre de 1848 con María del Pilar Ezpeleta Aguirre-Zuazo, VII Condesa del Vado, que le daría nueve hijos más.

## Actividad social y anécdotas
Con la desamortizaciones, ante la probabilidad de que desapareciera, procuró que el retablo renacentista del Monasterio de la Oliva acabara en la iglesia de las Recoletas de Tafalla, supervisando todo el proceso y sufragando los gastos de tal traslado. Este retablo permaneció hasta 2006 en este convento pasando en esa fecha a la Iglesia de San Pedro de Tafalla.
Fue uno de los fundadores de la Cruz Roja Española en Navarra en el año 1864. Su Palacio de los Mencos en Tafalla se convertiría en 1875, provisionalmente, en el primer hospital de la Cruz Roja en España.
Es tatarabuelo materno de los periodistas Mercedes y Lorenzo Milá.

## Obras
- El cerco de Zamora por el Rey D. Sancho II de Castilla. Poema premiado por la Real Academia Española, Madrid, Imprenta Real, 1833.
- Inés o guerras civiles de Navarra en 1452. Poema en la Revista de Madrid, I (1841) (3.ª serie), págs. 413- 435.
- Romances históricos. El príncipe de Viana, octubre del año de 1452, en la Revista Euskara, III (1880), págs. 289-298.
- Memorias de D. Joaquín Ignacio Mencos, Conde de Guenduláin 1799-1882: del manuscrito original que se conserva en el Archivo de los Condes de Guenduláin, Diputación Foral de Navarra, 1952. Esta obra autobiográfica, inédita hasta 1952, es una referencia continua para las investigaciones sobre estos años del siglo XIX en Navarra por cuyas páginas «desfilan sucesos y personajes de la más alia calidad y representación».[11]